# Lone Tree katonai temető
A Lone Tree katonai temető (Lone Tree Cemetery) egy első világháborús sírkert a belgiumi Ypres-től nyolc kilométerre, közel ahhoz a helyhez ahol a britek 1917. június 7-én 41,27 tonna robbanóanyaggal elpusztítottak egy német erődítményt.

## Története
A Lone Tree (Magányos fa) temető közel található a Lone Tree Craterhez (Magányos fa kráter), az 1917-es detonáció vízzel telt kráteréhez. Annak a 19 temetőnek az egyike, amelyet rögtön a messinesi csata megindulása után hoztak létre a nemzetközösségi hősi halottak számára. A temetőben nyugvók közül többen a robbantásban vesztették életüket. A sírkertben 88 katona nyugszik, közülük 79-et sikerült azonosítani, ők valamennyien britek voltak. A temetőt
J. R. Truelove tervezte.
2023 óta az első világháború temetői és emlékhelyei részeként a világörökséghez tartozik.